# Sabaibo
Los sabaibo fueron un pueblo indígena seminómada, hoy extinto, que habitó en los estados de Sinaloa y Durango (México), exclusivamente en la zona serrana. En Sinaloa, en los municipios de Culiacán, Cosalá y San Ignacio. En el municipio de Culiacán, en la parte media del río San Lorenzo y tenían sus pueblos o caseríos en Quilá, Tabalá y Alayá. En el municipio de Cosalá, principalmente en los pueblos de Quetzalla, donde convivían con acaxees y pacaxes, Napalá, Paiba, Quejupa e Ipucha, entre otros, y también en los límites del municipio de San Ignacio.
Este pueblo se dedicaba a la agricultura, cultivando maíz, frijol, chile y calabaza, y también recolectaban y cazaban. Algunos historiadores creen que el grupo indígena sabaibo estaba emparentado lingüísticamente con los acaxees.